# Jezioro Białe (rejon grodzieński)
Jezioro Białe (biał. Белае возера) – jezioro na Białorusi w rejonie grodzieńskim, położone ok. 25 km na północny wschód od Grodna w pobliżu wioski Jeziory w dorzeczu rzeki Pyranka.
Jezioro Białe ma powierzchnię 7,1 km². Długość wynosi 13 km, zaś największa szerokość – 1,5 km. Powierzchnia zlewni to 267 km². Zbocza jeziora o wysokości 10–15 m w północnej części porośnięte są lasem, w południowej uprawne. Jezioro Białe na południu łączy się z jeziorem Rybnica, na wschodzie z jeziorem Zackawa. Przy południowym brzegu znajduje się też zabytek archeologiczny – kurhan.